# Doodia
Doodia (Doodia) – rodzaj paproci należący do rodziny podrzeniowatych. Obejmuje 19 gatunków. W systemach szeroko ujmujących rodzaj podrzeń Blechnum gatunki tu zaliczane są włączane do tego rodzaju. Rośliny te występują w Australii, Nowej Zelandii i innych wyspach Oceanii po Hawaje oraz w Azji południowo-wschodniej po Cejlon, w przypadku wielu gatunków o bardzo niewielkich zasięgach.

## Morfologia
PokrójPaprocie niewielkiego i średniego rozmiaru o kłączu krótkim, prosto wzniesionym lub podnoszącym się, pokrytym ciemnymi łuskami.
LiścieGęsto skupione, z długim, zwykle ciemnym ogonkiem, wgłębiony od góry, często łuskowaty, czasem owłosiony i ogruczolony. Blaszka pojedynczo pierzasta, odcinki siedzące lub przylegające, jajowate do równowąskich, cienkie lub skórzaste, zwykle gładkie, na brzegu ostro piłkowano-ząbkowane.
ZarodnieSkupione w kupki krótkie i drobne, ułożone w jednym lub dwóch rzędach wzdłuż osi listka, okryte błoniastą i ciemną zawijką.

## Systematyka
Wykaz gatunków według World Plants
- Doodia aspera R.Br.
- Doodia australis (Parris) Parris
- Doodia brackenridgei Carruth.
- Doodia caudata (Cav.) R.Br. – doodia ogonkowa[7]
- Doodia dissecta Parris
- Doodia dives Kunze
- Doodia gracilis Copel.
- Doodia heterophylla (F.M.Bailey) Domin
- Doodia hindii Tindale ex T.C.Chambers
- Doodia kunthiana Gaudich.
- Doodia linearis C.Moore ex J.Sm.
- Doodia lyonii O.Deg.
- Doodia marquesensis E.D.Br.
- Doodia maxima (R.Br.) J.Sm.
- Doodia media R.Br. – doodia pośrednia[7]
- Doodia mollis Parris
- Doodia paschalis C.Chr.
- Doodia scaberula Parris
- Doodia squarrosa Colenso
- Doodia ×digena Parris